# Práxedes Mateo Sagasta
Práxedes Mateo Sagasta, född 21 juli 1825 i Torrecilla en Cameros i provinsen Logrono, död 5 januari 1903 i Madrid, var en spansk politiker. 
Efter att ha genomgått ingenjörskolan i Madrid ägnade han sig åt praktisk verksamhet som ingenjör i Valladolid och Zamora. Entusiastisk vän av 1848 års republikanska idéer, gav han sig med iver in i politiken och lyckades redan 1854 av provinsen Zamora bli vald till medlem av Cortes Generales, där han anslöt sig till progressisterna. Av förbittring mot drottning Isabellas despotiska styrelse deltog han i upproret i juli 1856, efter vars underkuvande han nödgades fly till Frankrike. Inom kort fick han likväl tillåtelse att återvända till Spanien, där han blev professor vid ingenjörskolan i Madrid och tillika redaktör för den radikala tidningen "La Iberia", det progressistiska partiets organ. 
Då drottning Isabellas regering blev alltmer despotisk och klerikal, valde Sagasta ännu en gång revolutionens väg. Han var en av deltagarna i juniupproret 1866 och flydde efter dess undertryckande åter till Frankrike. Denna gång räckte hans landsflykt mer än två år. Först sedan septemberrevolutionen 1868 drivit drottning Isabella i landsflykt, återvände han till Spanien. Ånyo vald till medlem av Cortes Generales, spelade han en betydande roll under provisoriska regeringens oroliga dagar. Han understödde kraftigt marskalk Juan Prims strävanden att välja prins Amadeo av Savojen till kung. Under Amadeus frisinnade och antiklerikala regering var Sagasta februari till maj 1872 konseljpresident. 
Sedan kung Amadeus avsagt sig kronan och Spanien blivit republik samt marskalk Francisco Serrano y Domínguez dess president, kom Sagasta åter till makten. Han blev utrikesminister i januari 1874, inrikesminister i maj samma år och konseljpresident i augusti samma år, men avgick redan i december, sedan en militärrevolution störtat Serrano och uppsatt kung Alfons XII på Spaniens tron. Medan regeringen blev reaktionär och avskaffade allmänna rösträtten samt flera andra under de närmast föregående åren antagna reformer, lyckades Sagasta med stor skicklighet rekonstruera ett liberal-dynastiskt parti, vars chef han sedan förblev under hela sin återstående livstid. 
När det konservativa kabinettet Antonio Cánovas del Castillo störtades i februari 1881, blev Sagasta för tredje gången konseljpresident. Han avgick åter 1883 och blev då president för deputeradekammaren. Efter Alfons XII:s död utnämndes Sagasta den 26 november 1885 åter till konseljpresident. Han kuvade flera militäruppror, höll carlisterna i tygeln, utfärdade allmän amnesti och genomdrev trots klerikalernas och de konservativas motstånd åtskilliga liberala reformer. Häftigt anfallen både från den klerikal-konservativa högern och från den revolutionära yttersta vänstern, tvingades han emellertid avgå i juli 1890 och lämna plats för ett konservativt kabinett med hans mångårige rival Cánovas del Castillo i spetsen. I december 1892 störtades dennes ministär, och Sagasta blev ånyo konseljpresident, men tvingades avgå i mars 1895. Ånyo blev Cánovas del Castillo konseljpresident och bibehöll makten till den 8 augusti 1897, då han mördades av en italiensk anarkist. 
Under de sorgligaste och svåraste omständigheter kallades den sjuttioårige Sagasta i oktober 1897 för sjätte gången till konseljpresident. Ställningen var förtvivlad. Både på Kuba och Filippinerna rasade fruktansvärda uppror, underblåsta av USA, som slutligen i april 1898 förklarade Spanien krig. Tack vare sin oerhörda överlägsenhet segrade amerikanerna, och i december samma år undertecknades den förödmjukande freden i Paris, varigenom Spanien förlorade Kuba, Puerto Rico och Filippinerna. Men trots motgångarna och nederlagen 1898 var Sagastas popularitet ännu så stor att han mars 1901 till december 1902 för sjunde gången var konseljpresident.